# Bruno Micheloni
Bruno Micheloni (San Martino Buon Albergo, 13 gennaio 1925 – New York, 10 marzo 2000) è stato un calciatore italiano, di ruolo attaccante.

## Biografia
Alla fine degli anni sessanta parti per gli Stati Uniti d'America, dove visse con i figli Victor e Ketherine in Florida. È morto nel 2000 all'età di 75 anni a New York.

## Carriera
Ha disputato il campionato di Serie A 1951-1952 con la maglia del Palermo, e con 8 reti all'attivo in 31 presenze risulta il secondo marcatore dei rosanero, alle spalle del danese Bronée.

Micheloni ai tempi del Siracusa

Ha inoltre disputato otto campionati di Serie B con le maglie di Varese, Siracusa, Catania e Cagliari, per complessive 193 presenze e 78 reti fra i cadetti, aggiudicandosi col Catania il campionato 1953-1954, senza venire confermato per la stagione successiva, e classificandosi col Siracusa per due anni consecutivi (1949-1950 e 1950-1951) della classifica marcatori, in entrambi i casi con 22 reti e alle spalle di Ettore Bertoni.
Terminata la carriera di giocatore, intraprese quella di arbitro.

## Palmarès
- Campionato italiano di Serie B: 1

Catania: 1953-1954